# Huckleberry Finn (anime)
Huckleberry Finn (jap. Huckleberry No Bouken, ang. The Adventures of Huckleberry Finn, 1976) – japoński serial animowany w konwencji anime, realizowany na motywach powieści Marka Twaina „Przygody Hucka Finna”. Serial liczy 26 odcinków. Wersja amerykańska z roku 1993 trafiła do Polski w 2001 roku.

## Fabuła
Serial opowiada o Hucku, chłopcu, który przeżywa niezwykłe przygody. W podróżach po Missisipi towarzyszy mu sprytna, przebiegła wiewiórka. Huck jest półsierotą, a jego ojciec Sam Finn nie jest postacią godną zaufania. Jednak Huck bardzo go kocha i wszystko mu wybacza. Huckiem często opiekuje się pewna wdowa, której bardzo zależy, aby solidnie przyłożył się do nauki. Niestety, on zawsze znajduje sobie jakąś wymówkę i unika szkoły. Od nudy w szkole woli przygody, w których uczestniczy wspólnie ze swym najlepszym kumplem Jimem. Huck jest także niezastąpiony w rozwiązywaniu nawet najbardziej poważnych konfliktów. Tylko on potrafi pogodzić skłócone rodziny, sprawić, że wyklęci kochankowie znajdą szczęście, zapewnić bezpieczeństwo prześladowanym i znaleźć coś do jedzenia, gdy wszystkim głód zagląda w oczy.

## Wersja japońska

### Obsada
- Masako Nozawa – Huckleberry Finn
- Yasuo Yamada – Jim
- Chikao Ōtsuka
- Daisuke Umon
- Kei Tomiyama
- Miyoko Aso
- Reiko Mutō

### Muzyka
- Opening: Hora Huckleberry Finn (ほらハックルベリィ・フィン) śpiewa Mitsuko Horie i Korogi '73
- Ending: Kawa no Uta (河のうた) śpiewa Mitsuko Horie and Korogi '73

## Wersja polska

### Wersja Fox Kids, TVN, Fox Kids Play i Jetix Play
Serial w Polsce emitowany był na antenie Jetix Play, TVN i Fox Kids.
Opracowanie i udźwiękowienie wersji polskiej: na zlecenie Fox Kids – Studio Eurocom

Reżyseria: Dobrosława Bałazy

Dialogi: Katarzyna Precigs

Dźwięk i montaż: Jacek Kacperek

Kierownictwo produkcji: Marzena Wiśniewska

Udział wzięli:
- Grzegorz Drojewski – Huckleberry
- Robert Tondera – Jim
- Tomasz Marzecki − Sam Finn
- Jacek Czyż – Paul
- Aleksandra Rojewska
- Iwona Rulewicz
- Ewa Serwa
- Jarosław Boberek
- Józef Mika
- Piotr Zelt
- Jonasz Tołopiło
- Cezary Kwieciński
- Jacek Kopczyński
- Jacek Wolszczak
- Ania Wiśniewska
- Dariusz Odija
- Ewa Decówna
- Mirosława Krajewska
- Włodzimierz Press
- Ryszard Nawrocki
- Justyna Zbiróg
- Krzysztof Zakrzewski
- Jan Kulczycki
- Waldemar Błaszczyk
- Marek Frąckowiak
- Janusz Bukowski
- Zbigniew Konopka

i inni
Tekst piosenki: Anna Rutkowska

Śpiewali: Adam Krylik, Piotr Gogol i Anna Sochacka

Kierownictwo muzyczne: Piotr Gogol

### Wersja Kino Świat
Wersja polska:
- Master Film na zlecenie Kino Świat (odc. 1-3, 9-15, 20-21),
- Iyuno Polska (odc. 4-8, 16-19, 22-26)

Tekst polski: Hanna Osuch na podstawie tłumaczenia: Antoniny Kasprzakiej

Czytał: Gracjan Kielar

## Spis odcinków
| N/o            | Polski tytuł                  | Angielski tytuł            |
| -------------- | ----------------------------- | -------------------------- |
|                |                               |                            |
| SERIA PIERWSZA |                               |                            |
|                |                               |                            |
| 01             | W złodziejskiej kryjówce      | In The Pirate’s Cave       |
|                |                               |                            |
| 02             | Powrót ojca                   | Pap’s Back                 |
|                |                               |                            |
| 03             | Więzienie                     | Cabin Fever                |
|                |                               |                            |
| 04             | Ucieczka                      | Escape To Freedom          |
|                |                               |                            |
| 05             | Znaki burzy                   | A Sign For Everything      |
|                |                               |                            |
| 06             | Wspaniała przyjaźń            | A Fine Friendship          |
|                |                               |                            |
| 07             | Bandyci na wraku              | River Rascals              |
|                |                               |                            |
| 08             | Gdzie jest Jim?               | Where’s Jim?               |
|                |                               |                            |
| 09             | Łowcy nagród                  | The Bounty Hunters         |
|                |                               |                            |
| 10             | Huck Grangerford              | Huck Grangerford           |
|                |                               |                            |
| 11             | Waśnie i zmartwienia          | Feudin’ And Fussin’        |
|                |                               |                            |
| 12             | Huck chce zaprowadzić pokój   | Huck The Peacemaker        |
|                |                               |                            |
| 13             | Zwycięstwo prawdziwej miłości | Love Conquers All          |
|                |                               |                            |
| 14             | Wspaniały interes             | Business Men               |
|                |                               |                            |
| 15             | Nie zaczynaj z rudzielcem     | Don’t Mess With A Redhead  |
|                |                               |                            |
| 16             | Suzie szuka mamy              | Susie’s Quest              |
|                |                               |                            |
| 17             | Uwaga bizony                  | Buffalo Alert              |
|                |                               |                            |
| 18             | Cmentarne czary               | Grave Doin’s               |
|                |                               |                            |
| 19             | Znowu w niewoli               | Captured Again             |
|                |                               |                            |
| 20             | Dobry uczynek                 | Good Samaritans            |
|                |                               |                            |
| 21             | Król i książę                 | The King And The Duke      |
|                |                               |                            |
| 22             | Dwaj dżentemeni z Anglii      | Two Gentlemen From England |
|                |                               |                            |
| 23             | Prawdziwi wujowie             | The Real Uncles            |
|                |                               |                            |
| 24             | Zmowa przeciwko Jimowi        | They’ve Sold Jim           |
|                |                               |                            |
| 25             | Jim w kajdanach               | On The Run Again           |
|                |                               |                            |
| 26             | Słodkie słowo – wolność       | The Last Word – Freedom    |
|                |                               |                            |